# سوسة (ليبيا)
سوسة هي مدينة ليبية صغيرة تقع على ساحل البحر المتوسط في الجبل الأخضر، شرق شمال مدينة البيضاء بمسافة 30 كم، المدينة موجود على أنقاض أبولونيا القديمة التي تعتبر متحف آثار مفتوح. هذا وتتبع مدينة سوسة شعبية الجبل الأخضر.
تتمتع بتاريخ عريق حيث أنها ترجع إلى القرن السابع قبل الميلاد أنشأها أول الامر الغريق بعد تأسيس مدينة شحات -قورينا- وأسموها أبولونيا تيمناً بالإله الإغريقي أبوللو إله الجمال والموسيقى عندهم وكانت بادئ الأمر ميناء لمدينة شحات إلا أنها تطورت إلى أن أصبحت عاصمة لإقليم المدن الخمس في القرن الخامس الميلادي في العصر البيزنطي ويوجد بها موقع أثري ولا زال تحت البحث والتنقيب يحتوي على آثار اغريقية ورومانية وبيزنطية.وتتمتع المدينة بمناخ رائع وطبيعة ساحرة كما يوجد إلى الشرق منها بحوالي 15 كم كهف يرجع تاريخه إلى ما قبل التاريخ حيث وجد فيه جمجمتين لإنسان النياندرتال.

## التاريخ
تأسست مدينة أبولونيا القديمة في قورينائية عام 630 قبل الميلاد على يد مستوطنين يونانيين، وأصبحت مركزًا تجاريًا هامًا في جنوب البحر الأبيض المتوسط. وقد كانت بمثابة ميناء لمدينة قورينا، التي تبعد عنها 20 كيلومترًا (12 ميلًا) إلى الجنوب الغربي.
أصبحت أبولونيا مستقلة عن قورينا في وقت لا يتجاوز دخول المنطقة تحت سلطة روما، حيث كانت إحدى مدن البنتابوليس الليبي (المدن الخمس)، واستمر نفوذها في النمو إلى أن أصبحت، في القرن السادس الميلادي، عاصمة المقاطعة الرومانية "ليبيا العليا" أو "ليبيا البنتابوليس". وقد أصبحت المدينة تُعرف باسم "سوزوسا"، وهو ما يفسر الاسم الحديث "مرسى سوسة" أو "سوسة"، والذي نشأ بعد فترة طويلة من توقف الحياة الحضرية في المدينة القديمة عقب الفتح العربي عام 643م.
كانت سوزوسا مقرًا لأسقفية، وهي مدرجة ضمن قائمة الكنائس الكاثوليكية للأبرشيات الاسمية (التي لا يوجد لها وجود فعلي حاليًا).

### المجتمع التركي
تحتضن مدينة سوسة مجتمعًا من الأتراك الذين تم نفيهم قسرًا، ويشار إليهم أيضًا باسم "توركو-رومنوي" (أي "الروم الأتراك" أو "اليونانيون الأتراك")، والذين جاؤوا من جزيرة كريت واليونان القارية إلى ليبيا العثمانية بعد الحرب اليونانية التركية عام 1897. وصلت موجة أخرى من المهجّرين الأتراك بعد اتفاقية تبادل السكان بين اليونان وتركيا، مما شكّل ما يُعرف بـ"تأسيس المدينة من جديد" بعد أن كانت مهجورة منذ الفتح العربي للمغرب الكبير.